# Осама Рашид
Осама Джабар Шафик Рашид (на арабски: اسامه جبار شفيق رشيد) е иракски футболист – нападател, състезател на белгийския КМСК Дайнзе и Националния отбор на Ирак. Участник в Купата на Азия през 2019 и 2023. През 2024 бележи втория гол срещу Индонезия при победата с 3:1.

## Успехи
Ирак
- Шампионат на Западна Азия
  - Финалист(1): 2012